# Inkluzje organiczne w bursztynie

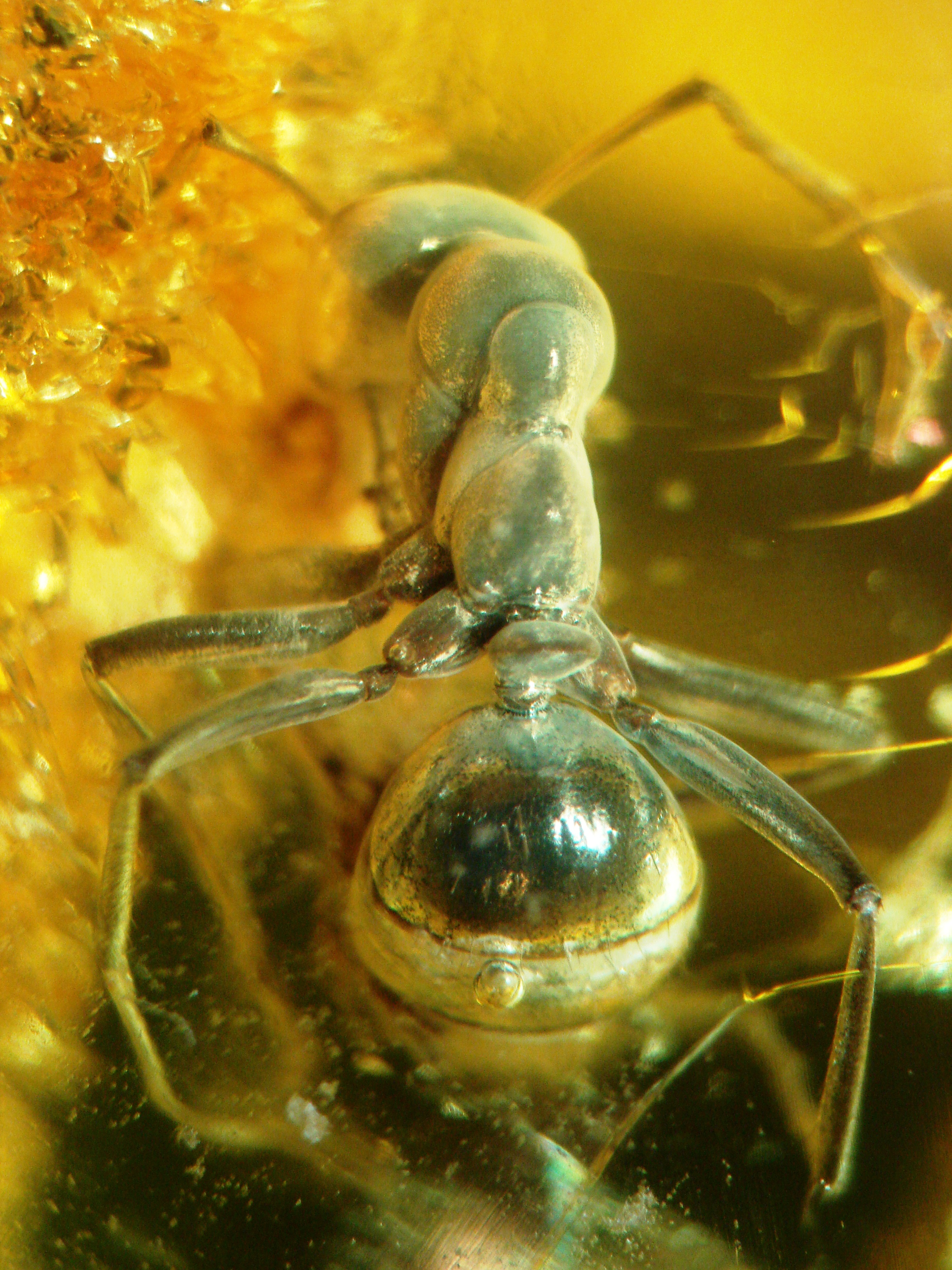
Przykład inkluzji w bursztynie bałtyckim. Skamieniała mrówka sprzed 40 milionów lat

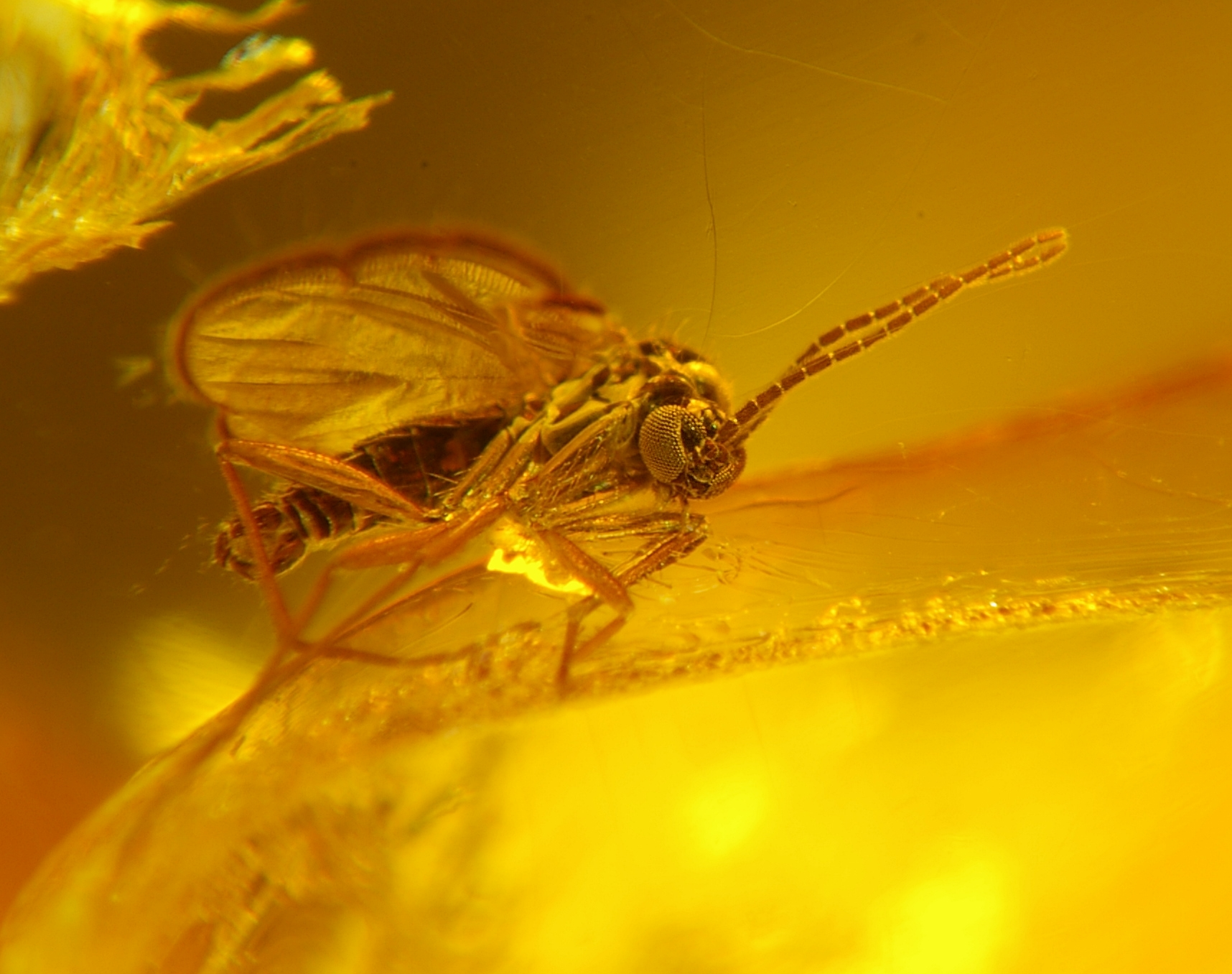
Inkluzja muchówki w bursztynie

Inkluzje organiczne w bursztynie – skamieniałe organizmy zachowane w kopalnej żywicy.
W żywicy różnych drzew mogą ugrzęznąć zarówno żywe organizmy, jak i martwe. Jeśli żywica otoczy cały organizm, odcinając go od tlenu, to dochodzi do utrwalenia takiego organizmu i powstania skamieniałości. Wśród inkluzji organicznych w bursztynie przeważają drobne zwierzęta, a wśród nich dominują owady, dość liczne są pajęczaki. Inne zwierzęta spotyka się w bursztynie sporadycznie.
Najstarsze inkluzje organiczne pochodzą z triasowych bursztynów, a najmłodsze z czwartorzędowych kopali. Szczególnie liczne i dobrze zachowane są inkluzje organizmów z bursztynu bałtyckiego (eocen), dominikańskiego (oligocen-miocen) oraz libańskiego (kreda). Ponieważ takie inkluzje są często znakomicie zachowane, to stanowią cenne źródło badawcze w paleontologii, zwłaszcza paleoentomologii, w tym w zakresie rekonstruowania ewolucji owadów i pajęczaków. Dlatego placówki naukowe, w tym muzea, gromadzą duże kolekcje inkluzji organicznych zawartych w różnowiekowych bursztynach. Inkluzje takie są również poszukiwane przez kolekcjonerów i wykorzystywane w jubilerstwie.
W Polsce duże kolekcje inkluzji zwierzęcych, roślinnych i grzybów posiadają i eksponują:
- Instytut Systematyki i Ewolucji Zwierząt Polskiej Akademii Nauk w Krakowie[1]
- Muzeum Inkluzji w Bursztynie na Wydziale Biologii Uniwersytetu Gdańskiego[2]
- Muzeum Ziemi Polskiej Akademii Nauk w Warszawie[3]